# Sabīne Niedola
 Sabīne Niedola est une joueuse lettone de basket-ball née le 21 avril 1991 à Liepāja (Lettonie) engagée pour avec Nantes-Rezé Basket 44 pour la saison 2010-2011 de la Ligue féminine de basket.

## Biographie
« [C'] une petite prodige lettone ! Une joueuse très polyvalente de 19 ans (1,84 m), à même de jouer 2,3 voire 4, vaillante, très agressive, complète. Je l'ai suivie avec Riga et l'équipe nationale. Elle plante 16 pions contre la Slovaquie ! » selon Laurent Buffard.
Avec l'équipe lettone des moins de 20 ans, elle score 16,9 pts à 62 % de réussite et 9,4 rebonds pour emmener son équipe à la 3e place de l'euro 2010, avec 12 points et 8 rebonds contre la France dans le match pour le bronze,. Elle est nommée dans le cinq idéal de la compétition.
Après une saison à Nantes (6,6 points et 4,4 rebonds pour 7,8 d'évaluation), elle retourne en Lettonie d'abord à Liepaja puis au TTT Riga puis s'engage fin décembre en Espagne au Caja Rural où elle remplace la canadienne Yinka Olorunnife.

## En équipe nationale lettone
- 2009 : 7e place au Championnat d'Europe de basket-ball féminin 2009
- 2010 : 3e place à l'Euro U 20

## En club
- 2009 : 3e place du championnat letton avec BK Liepājas Metalurgs.
- Vainqueur du Challenge Round 2011[7]